# Piper scabrellum
Piper scabrellum är en pepparväxtart som beskrevs av Truman George Yuncker. Piper scabrellum ingår i släktet Piper och familjen pepparväxter. Inga underarter finns listade i Catalogue of Life.